# Colruyt Group
Pour les articles homonymes, voir Colruyt.
 (février 2014).
Si vous disposez d'ouvrages ou d'articles de référence ou si vous connaissez des sites web de qualité traitant du thème abordé ici, merci de compléter l'article en donnant les références utiles à sa vérifiabilité et en les liant à la section « Notes et références ».
Colruyt Group (précédemment Établissements Franz Colruyt S.A.) est une entreprise belge de grande distribution fondée en 1950.

## Histoire
Franz Colruyt, un boulanger de Lembeek, près de Hal, fonde en 1928 un commerce de gros en denrées coloniales. Les clients fidèles épargnaient des timbres Boni sur des carnets d'épargne et les premières succursales portaient également ce nom.
Les Ets Franz Colruyt S.A. de commerce en denrées coloniales voient le jour en 1950.
En 1958, la direction de l’entreprise est reprise par Jo Colruyt et ses frères, les fils de Franz. D’autres départements sont créés : Druco S.A. (imprimerie de l’entreprise) en 1979, Dolmen Computer Applications (département informatique) en 1982, Vlevico (centrale de traitement de la viande) en 1984. En 1994, Jo Colruyt décède. Sa succession est assurée par son fils, Jef Colruyt.
En 1996, le groupe acquiert le groupe de distribution français Ripotot. Durant la décennie suivante, d’autres enseignes sont ouvertes : les magasins de proximité OKay, le supermarché bio Bio-Planet, le spécialiste bébé DreamBaby, etc. L’entreprise familiale est devenue un groupe.
Depuis le 1er septembre 2012, la direction est partagée entre Jef Colruyt et Frans Colruyt, le cousin de Jef. Frans est responsable des activités de détail, tandis que Jef reste CEO et se concentre sur les services de support et les activités du groupe autres que le commerce de détail.
En 2015, Colruyt Group annonce l’acquisition de Spar Belgium, soit l'intégralité des magasins Spar en Belgique pour un montant de 900 millions d'euros, ce qui représente 350 points de vente.
En juillet 2016, Metro annonce l'acquisition pour 600 millions d'euros de Pro à Pro, filiale de Colruyt destinée aux professionnels et employant 1 700 personnes.
Colruyt est cotée sur l’Euronext Bruxelles[réf. nécessaire].
En 2018, Colruyt Group annonce l’acquisition de Newpharma, une pharmacie en ligne présente principalement en Belgique, en France, aux Pays-Bas, au Luxembourg, mais aussi six autres pays européens. Elle a l'ambition grâce au rachat par Colruyt Group de se développer sur la chaîne internationale.
En 2019, Frans Colruyt, le cousin du patron Jef Colruyt, laisse la place de COO à Marc Hofman.
En 2023, le Colruyt Group conclut un accord de rachat de 28 magasins Match et 29 magasins Smatch en Belgique, magasins appartenant au groupe Louis Delhaize souhaitant s'en séparer.
Le 23 octobre 2024, le groupe Louis Delhaize a annoncé la cession de la chaîne de magasins Delitraiteur a Colruyt Group. Delitraiteur, spécialisé dans les repas prêts à consommer et à emporter, compte 40 magasins en Belgique et un au Luxembourg, dont la majorité est exploitée par des entrepreneurs indépendants. Cette acquisition s'inscrit dans la stratégie de Colruyt Group visant à renforcer son offre en matière de commodité et de repas pratiques et sains, en réponse à une demande croissante des consommateurs pour ce type de produits.
En mars 2025 le groupe envisage de quitter la France. Il ne se serait pas développé assez rapidement selon le groupe pour devenir rentable et percer le marché français. Système U, ainsi que Leclerc et Intermarché, se seraient rapidement montrés intéressés pour reprendre les 101 magasins Colruyt français.

## Gestion de la chaîne de production
En 2004, un système de tri entièrement automatisé pour les commandes de fruits et de légumes a été installé dans un des centres de distribution.
En 2012, Colruyt Group et la boulangerie Roelandt se sont associés en vue de créer ensemble la nouvelle boulangerie Roecol.

## Filiales

### Belgique
- Grand public : Colruyt, Bio-Planet (supermarchés biologiques), DATS 24 (stations essence et fournisseur d'énergie)[12], OKay (magasins de proximité), Spar (magasins de proximité franchisés), CRU (marché de produits frais couvert), Eoly Coopération, Newpharma (pharmacie en ligne), Bike Republic (magasins de vélos), Jims (salles de fitness), Collect&Go, Colruytgroup Academy, Foodbag (colis-repas), ZEB (magasins de vêtements), MyComfort24 (webshop spécialisé en sous-vêtements, vêtements de nuit et linge de lit et de bain).
- Pour les entreprises : Colex (produits de détail et de foodservice dans le monde entier), Retail Partners Colruyt Group (collaboration avec les entrepreneurs indépendants), Solucious (nl) (gamme de produits food et non-food réservés aux clients professionnels uniquement en livraison à domicile), Symeta Hybrid (services numériques).
- Anciennes filiales : ColliShop (vente en ligne avec retrait et paiement en magasin - fin d'activité en 2020), Pro à Pro (racheté par Metro en 2016).

### France
- Colruyt
- Codifrance, livre des produits aux enseignes Coccinelle, Coccimarket et Panier Sympa
- DATS 24, stations d'essence
- DreamLand
- Pro à Pro (vendu au groupe Metro)

### Luxembourg
- Colruyt
- Alvo
- DreamLand
- Newpharma

### Pays-Bas
- Newpharma